# Aritmetické kódování
Aritmetické kódování je metoda pro
bezztrátovou kompresi dat.
Obvykle zabere reprezentace řetězce znaků jako např. slov
"nazdar bazar" pevný počet bitů na znak, tak jako v ASCII kódu.
Podobně jako Huffmanovo kódování, aritmetické kódování je forma
entropického kódování s proměnlivou délkou kódového
slova. To konvertuje řetězce do jiného tvaru tak, že pro časté znaky použije
méně bitů a pro vzácné použije více bitů s cílem zabrat celkově méně bitů.
Na rozdíl od technik entropického kódování, které rozdělí vstupní text
na jeho dílčí symboly a každý symbol nahradí kódovým slovem, zakóduje
aritmetické kódování celý vstupní text do jednoho čísla, zlomku n,
kde (0.0 ≤ n < 1.0).

## Jak funguje aritmetické kódování

### Definice modelu
Aritmetické kodéry mají téměř optimální výstup pro danou množinu symbolů
a pravděpodobností (optimální hodnota je −log2P bitů pro
každý symbol s pravděpodobností P). Kompresní algoritmy, které používají
aritmetické kódování, začínají určením modelu dat –
v podstatě předpovědi, které vzorky budou nalezeny ve vstupním textu.
Čím přesnější je tato předpověď, tím blíže optimalitě bude výstup.
Příklad: jednoduchý, statický model pro popis výstupu určitého
monitorovacího zařízení v čase může být:
- 60% pro symbol NEUTRAL
- 20% pro symbol POSITIVE
- 10% pro symbol NEGATIVE
- 10% pro symbol END-OF-DATA. (Přítomnost tohoto symbolu znamená, že proud dat bude 'interně ukončen' tak, jak je běžné pro kompresi dat; když se tento symbol objeví v datovém proudu, dekodér bude vědět, že byl dekódován celý proud).

Modely též mohou pracovat s abecedami jinými než je jednoduchá čtyřsymbolová
množina pro tento příklad. Modely však mohou být i složitější: změny v
modelování vyššího řádu, kdy se určuje pravděpodobnost aktuálního
symbolu podle, symbolů, které mu předcházely (kontext). V modelu pro anglický
text, by například pravděpodobnost výskytu "u" byla mnohem vyšší, pokud
následuje za "Q" nebo "q". Modely dokonce mohou být adaptivní tím, že nepřetržitě mění své předpovědi, podle dat, které zrovna obsahuje proud. Dekodér musí mít stejný model jako kodér.

### Zjednodušený příklad
Jako příklad toho, jak se zakóduje posloupnost symbolů, uvažme toto:
máme posloupnost tří symbolů, A,B a C, každé se stejnou pravděpodobností
výskytu. Jednoduché blokové kódování by použilo 2 bity na symbol, což je
plýtvání: jedna z bitových variací není nikdy použita.
Místo toho reprezentujeme posloupnost jako racionální číslo mezi 0 a 2
o základu 3, kde každá číslice reprezentuje jeden symbol. Například z
posloupnosti "ABBCAB" se stane 0.0112013. Potom zakódujeme toto
trojkové číslo do odpovídajícího dvojkového s dostatečným počtem míst pro
případnou obnovu, tj. 0.0010110012 — toto je jenom 9 bitů, o
25% méně než při naivním blokovém kódování. To je výhodné pro dlouhé
posloupnosti, díky efektivním in-place algoritmům převodu mezi číselnými
soustavami na číslech s libovolným počtem míst za čárkou.
Nakonec, protože víme, že řetězec měl délku 6, můžeme převést číslo zpět
do trojkové soustavy, zaokrouhlit na 6 míst a odtud znovu získáme řetězec.

## Kódování a dekódování
Obecně, každý krok kódovacího procesu, vyjma úplně posledního, je stejný;
kodér uvažuje v zásadě jen troje různá data:
- Další symbol, který potřebuje být zakódován
- Stávající interval (na úplném začátku kódovacího procesu, je interval nastaven na [0,1), ale to se změní)
- Přechody modelu přidělené každému z různých symbolů dostupných v současném stavu (jak bylo zmíněno dříve, modely vyšších řádů nebo adaptivní modely ukazují, že tyto pravděpodobnosti nemusí být v každém kroku stejné).

Kodér rozdělí aktuální interval na podintervaly, z nichž každý je zlomkem aktuálního intervalu velkým úměrně pravděpodobnosti symbolu ve stávajícím kontextu. Každý interval odpovídající aktuálními symbolu (tj. tomu který se má zrovna zakódovat), se stane intervalem použitým v dalším kroku.
Příklad: pro čtyřsymbolový model výše:
- interval pro NEUTRAL bude ⟨0, 0.6)
- interval pro POSITIVE bude ⟨0.6, 0.8)
- interval pro NEGATIVE bude ⟨0.8, 0.9)
- interval pro END-OF-DATA bude ⟨0.9, 1).

Po zakódování všech symbolů výsledný interval jednoznačně identifikuje
posloupnost symbolů, z kterých vznikl. Kdokoli má tento výsledný interval
a použitý model, může znovu získat původní posloupnost symbolů zakódovanou
jako tento interval.
Není nutné předávat dál výsledný interval, nicméně; je potřeba předat dál
jeden zlomek, který leží v intervalu. Zvláště je nutné předat dál
číslice (v kterékoli soustavě) tohoto zlomku tak, aby všechny zlomky
začínající těmito číslicemi patřily do výsledného intervalu.

### Příklad

Diagram ukazující dekódování
čísla 0.538 (kruhová tečka) pro ukázkový model. Oblast je rozdělená
do podoblastí úměrně k četnostem symbolů, potom je podoblast obsahující tečku
postupně rozdělen stejným způsobem.

Dejme tomu, že se pokusíme dekódovat zprávu zakódovanou čtyřsymbolovým modelem
popsaným výše. Zpráva bude zakódována do zlomku 0.538 (pro přehlednost
používáme desítkovou soustavu místo dvojkové; také předpokládáme, že kdokoli
nám dá zakódovanou zprávu dá nám jenom tolik číslic, kolik je potřeba
k dekódování zprávy. Obě záležitosti si vysvětlíme později.)
Začínáme, tak jako kodér, s intervalem ⟨0,1), který rozdělíme
s použitím našeho modelu na známé čtyři podintervaly. Náš zlomek 0.538 padne
do podintervalu pro NEUTRAL, ⟨0, 0.6); což nám ukazuje, že
první symbol, který přečetl kodér musel být NEUTRAL, takže si můžeme poznamenat
první symbol zprávy.
Potom rozdělíme interval ⟨0, 0.6) na podintervaly:
- interval pro NEUTRAL bude ⟨0, 0.36) – 60% z ⟨0, 0.6)
- interval pro POSITIVE bude ⟨0.36, 0.48) – 20% z ⟨0, 0.6)
- interval pro NEGATIVE bude ⟨0.48, 0.54) – 10% z ⟨0, 0.6)
- interval pro END-OF-DATA bude ⟨0.54, 0.6). – 10% z ⟨0, 0.6)

Náš zlomek 0.538 je v intervalu ⟨0.48, 0.54); proto druhý
symbol zprávy musí být NEGATIVE.
Ještě jednou rozdělíme náš aktuální interval do podintervalů:
- interval pro NEUTRAL bude ⟨0.48, 0.516)
- interval pro POSITIVE bude ⟨0.516, 0.528)
- interval pro NEGATIVE bude ⟨0.528, 0.534)
- interval pro END-OF-DATA bude ⟨0.534, 0.540).

Náš zlomek 0.538 padne do intervalu pro symbol END-OF-DATA; což tím pádem musí
být náš další symbol. Protože je též symbol vnitřního ukončení, je dekódování
hotové. Kdyby proud nebyl interně ukončen, potřebovali bychom vědět z jiného
zdroje, kde proud skončí. Jinak bychom pokračovali v dekódování navždy tím, že
bychom chybně četli ze zlomku více znaků, než do něj bylo zakódováno.
Stejná zpráva by mohla být zakódována stejně dlouhými čísly 0.534, 0.535,
0.536, 0.537, nebo 0.539. To svědčí o tom, že naše použití desítkové soustavy
místo dvojkové způsobilo neefektivitu. To je správně; informace obsažená ve
třech desítkových číslicích je přibližně 9.966 bits; stejnou zprávu bychom
mohli zakódovat do dvojkového zlomku 0.10001010 (jež se rovná 0.5390625
desítkově) za cenu pouze 8 bitů. (Poznamenejme, že poslední nula musí v zápisu
dvojkového čísla figurovat, jinak bude zpráva nejednoznačná bez vnější informace
jako je např. velikost komprimovaného proudu.)
Tento 8bitový výstup je větší než obsažená informace
(Informační entropie) naší zprávy, která je
1.57 · 3 nebo 4.71 bitů. Ten velký rozdíl v příkladu mezi 8(nebo 7 s vnější
informací o velikosti komprimovaného textu) bity výstupu a entropií 4.71 bitů
je způsoben tím, že ukázková zpráva je tak krátká, že nedokáže využít kodér
efektivně. Požadovali jsme pravděpodobnosti symbolů
[0.6, 0.2, 0.1, 0.1], ale skutečné četnosti v tomto příkladě
jsou [.33, 0, .33 .33]. Pokud jsou intervaly upraveny pro tyto
frekvence, entropie zprávy je 1.58 bitů a tato zpráva NEUTRAL NEGATIVE ENDOFDATA
může být zakódována jako intervaly
⟨0, 1/3); ⟨1/9, 2/9); ⟨5/27, 6/27); a dvojkové intervaly
⟨1011110, 1110001). Výstup je pak 111, neboli 3 bity.
Toto je také příklad, jak statistické kódovací metody jako aritmetické kódování
mohou produkovat výstup větší než vstup, zvláště když je pravděpodobnostní
model mimo.